# CUF
A CUF é uma das principais empresas na área de cuidados de saúde em Portugal. Começou em 1945 com o propósito de prestar cuidados de saúde aos trabalhadores da Companhia União Fabril e aos seus familiares.

## História

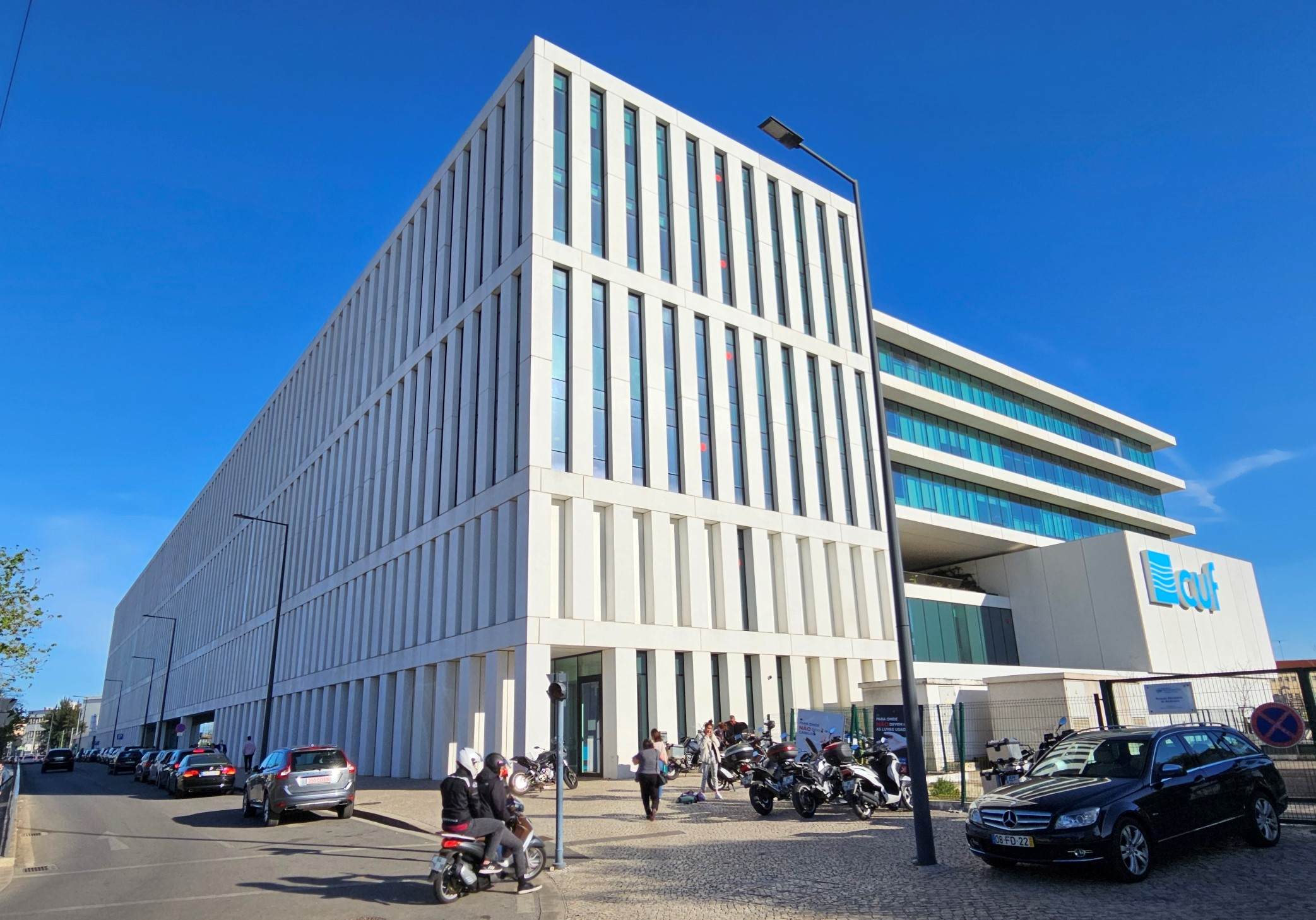
Hospital CUF Tejo, inaugurado em 2020

Em 1945 nasce o Hospital da CUF, hoje conhecido como Hospital CUF Infante Santo, em Lisboa, para prestar cuidados de saúde a cerca de 80 mil pessoas, nomeadamente aos trabalhadores da Companhia União Fabril e aos seus familiares.
Em 2020, no aniversário dos 75 anos da empresa, terminou a marca José de Mello Saúde para dar lugar à marca única CUF.
Em novembro de 2024, adquiriu 13 clínicas da MiMed na região da Grande Lisboa à Sociedade Francisco Manuel dos Santos. Em março de 2025, adquiriu 75% do Grupo HPA Saúde, dono de cinco hospitais e de 17 clínicas no sul e na Madeira.